# Ymonville
Ymonville é uma comuna francesa na região administrativa do Centro, no departamento Eure-et-Loir. Estende-se por uma área de 20,91 km². Em 2010 a comuna tinha 510 habitantes (densidade: 24,4 hab./km²).